# MPZL1
MPZL1‏ (Myelin protein zero like 1) هوَ بروتين يُشَفر بواسطة جين MPZL1 في الإنسان.